# Salganea erythronota
Salganea erythronota är en kackerlacksart som beskrevs av Bolivar 1897. Salganea erythronota ingår i släktet Salganea och familjen jättekackerlackor. Inga underarter finns listade i Catalogue of Life.